# 33964 Patrickshober
33964 Patrickshober è un asteroide della fascia principale. Scoperto nel 2000, presenta un'orbita caratterizzata da un semiasse maggiore pari a 2,362257 UA e da un'eccentricità di 0,137575, inclinata di 6,839298° rispetto all'eclittica. Ha un diametro di 2,397 km.